# Adam Savage
Adam Whitney Savage (* 15. července 1967) je americký průmyslový designér a specialista na zvláštní efekty, herec, pedagog a producent, známý jako bývalý spolumoderátor (s Jamiem Hynemanem) série Bořiči mýtů od Discovery Channel. Jeho modely se objevily ve filmech jako jsou Star Wars: Epizoda II – Klony útočí a Matrix Reloaded. Současně moderuje televizní sérii Savage Builds, která měla premiéru 14. června 2019 na TV kanálu Science Channel.
Žije v San Franciscu se svými syny-dvojčaty a manželkou Julií.

## Mládí
Narodil se v New Yorku a byl vychován v Sleepy Hollow, New York. V roce 1985 vystudoval Sleepy Hollow High School. Jeho otec Whitney Lee Savage (1928-1998) byl malíř, filmař a animátor známý díky své práci na pořadu Sezame, otevři se, má stálou expozici ve Vzdělávacím muzeu Avampato v Charlestonu. Jeho matka Karen je psychoterapeutka. Savage byl druhý nejmladší ze 6 dětí, včetně 4 dalších dětí z minulých manželstvích rodičů. Má 2 starší bratry, 2 starší sestry a mladší sestru. Jeho sestra Kate Savage je také umělec.
Svou hereckou kariéru začal jako dítě s 5 roky herecké školy. Mezi jeho první vystupování patří dabování animovaných postav, které jeho otec produkoval pro Sezame, otevři se, dítě pana Whippla Jimmy v reklamě pro Charmin (značka toaletních papíru vyráběných P&G), pomocník ve tvorbě speciálních efektů ve Star Wars a hrál topícího se muže zachráněného plavčíkem v klipu pro píseň "You're Only Human (Second Wind)" od Billyho Joela.
Savage opustil herectví, když mu bylo 19. „Odešel jsem od toho, abych mohl dělat věci svýma rukama“, řekl. Bořiče mýtů popisuje jako „perfektní manželství dvou věcí, představení a speciálních efektů.“ 25. listopadu 2011 obdržel čestný doktorát od University of Twente (Enschede, Nizozemsko) za popularizování vědy a technologie. Jako teenager v Sleepy Hollows Savage pravidelně navštěvoval lokální obchod s koly, aby mu opravili píchlé kolo. Jednou mu ukázali, jak si může kolo opravit sám. Z tohoto zážitku Savage řekl: „Uvědomil jsem si, že rozložit a zase složit kolo není zas tak těžké… Až doteď skládám a stavím kola.“